# جبر بولی

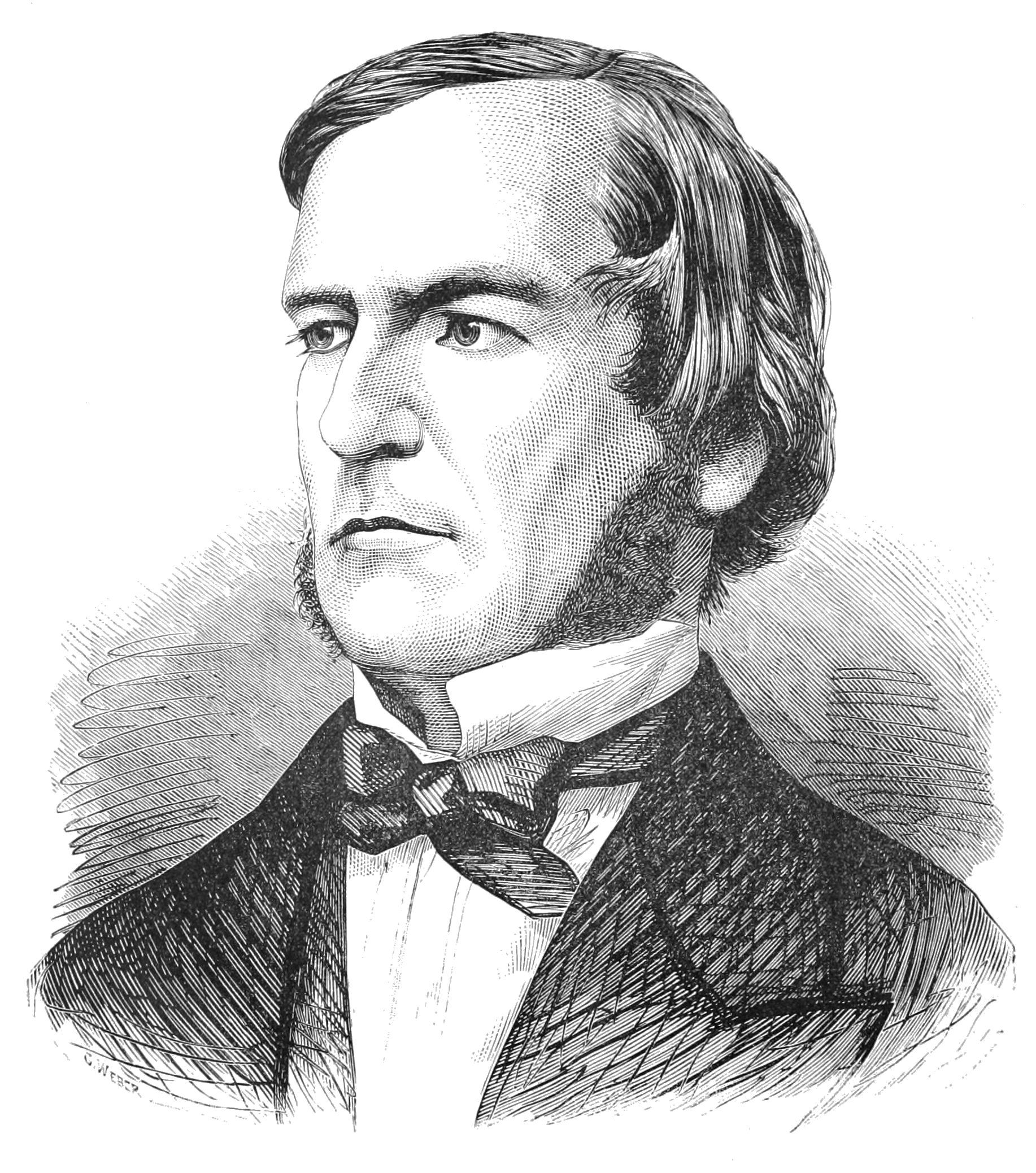
جبر بولی برگرفته از نام جرج بول است.

در ریاضیات و به خصوص در منطق ریاضی، جبر بولی (به انگلیسی: Boolean algebra) زیر مجموعه‌ای از جبر است که در آن مقدار متغیرها، درست یا غلط می‌باشد که معمولاً به همین ترتیب با ۱ و ۰ نشان داده می‌شوند. به جای جبر مقدماتی که در آن مقدار متغیرها اعداد هستند و عملگرهای اصلی جمع و ضرب می‌باشند، عملگرهای اصلی جبر بولی عطف منطقی (و) که با ∧ نشان داده می‌شود، فصل منطقی (یا) که با ∨ نشان داده می‌شود و نقیض که با ¬ نشان داده می‌شود، می‌باشند.
نام این جبر از نام جرج بول ریاضیدان انگلیسی در کتاب تحقیقی در قوانین اندیشه گرفته شده (۱۸۵۴) که سعی در برخورد جبری به منطق گزاره‌ها داشت. کتاب اول بول آنالیز ریاضی منطق تئوری اصلی را شامل می‌شد. آن مانند یک زبان ریاضی مطرح شده بود که سوالاتی از منطق سروکار داشت. چیزی که امروزه در طراحی دستگاه‌های دیجیتال مدرن نیاز است و به عنوان یک نوع دادهٔ اساسی در تمام زبان‌های برنامه‌نویسی مدرن وجود دارد. کلود شانون از پیشگامان رایانه‌های دیجیتال نخستین بار از این جبر در طراحی رایانه بهره گرفت.

## تعریف
جبر بول، یک ساختار جبری است که با عناصر مجموعه {\displaystyle B} و همراه با عملگرهای {\displaystyle +} و {\displaystyle .} تعریف می‌شود. اصول جبر بول عبارتند از:
- مجموعه {\displaystyle B} نسبت به عملگر {\displaystyle +} بسته است. یعنی اگر دو مقدار را با هم جمع کنیم، نتیجه عضوی از مجموعه {\displaystyle B} است.
- مجموعه نسبت به عملگر {\displaystyle .} بسته است. یعنی اگر دو مقدار را در هر ضرب کنیم، نتیجه عضوی از مجموعه {\displaystyle B} است.
- عنصر خنثی در مجموعه برای عملگر {\displaystyle +} برابر با {\displaystyle 0} است. به‌طوری‌که {\displaystyle x+0=0+x=x}
- عنصر خنثی در مجموعه برای عملگر {\displaystyle .} برابر با {\displaystyle 1} است. به‌طوری‌که {\displaystyle x.1=1.x=x}
- مجموعه برای عملگر {\displaystyle +} دارای خاصیت جابه‌جایی است. به‌طوری‌که {\displaystyle x+y=y+x}
- مجموعه برای عملگر {\displaystyle .} دارای خاصیت جابه‌جایی است. به‌طوری‌که {\displaystyle x.y=y.x}
- عملگر {\displaystyle .} روی {\displaystyle +} توزیع‌پذیر است. یعنی {\displaystyle x.(y+z)=(x.y)+(x.z)}
- عملگر {\displaystyle +}روی {\displaystyle .} توزیع‌پذیر است. یعنی {\displaystyle x+(y.z)=(x+y).(x+z)}
- به‌ازای هر عنصر {\displaystyle x\in B} یک عنصر {\displaystyle x'\in B} وجود دارد. به‌طوری‌که {\displaystyle x+x'=1} و {\displaystyle x.x'=0} است. {\displaystyle x'} به صورت «اکس نات» یا «مکمل اکس» خوانده می‌شود.
- مجموعه {\displaystyle B} دارای حداقل دو عنصر {\displaystyle x,y} است به‌طوری‌که {\displaystyle x\neq y} است.

عملگرهای منها و تقسیم برای جبر بول تعریف نمی‌شوند. در جبر معمول، تعداد نامتناهی از عناصر وجود دارد، اما در جبر بول تنها اعضای مجموعه {\displaystyle B} وجود دارد که معمولاً به صورت {\displaystyle 0} و {\displaystyle 1} تعریف می‌شوند. (به این نوع جبر بول، جبر بول دو ارزشی می‌گویند)

## اصل دمورگن
هر عبارت بولی معتبر، با تعویض عملگرها و عناصر خنثی، باز هم معتبر خواهد بود. یعنی اگر در یک عبارت بولی معتبر (که از اصول اساسی جبر بول ناشی شده) تمام صفرها به یک و تمام یک‌ها به صفر و همینطور تمام {\displaystyle +}ها به {\displaystyle .} و تمام {\displaystyle .}ها به {\displaystyle +} تبدیل شود، عبارت به دست آمده باز هم معتبر خواهد بود.

## تقدم عملگرها
در ارزیابی عبارات بولی، باید تقدم عملگرها رعایت شود.
| تقدم             | عملگر    |
| ---------------- | -------- |
| بالاترین اولویت  | پرانتز() |
|                  | NOT      |
|                  | AND      |
| پایینترین اولویت | OR       |

## اتحاد های جبر بول
| الف                             | ب                                |
| ------------------------------- | -------------------------------- |
| {\displaystyle x+0=x}           | {\displaystyle x.1=x}            |
| {\displaystyle x+x'=1}          | {\displaystyle x.x'=0}           |
| {\displaystyle x+x=x}           | {\displaystyle x.x=x}            |
| {\displaystyle x+1=1}           | {\displaystyle x.0=0}            |
| {\displaystyle x+y=y+x}         | {\displaystyle x.y=y.x}          |
| {\displaystyle x+(y+z)=(x+y)+z} | {\displaystyle x.(y.z)=(x.y).z}  |
| {\displaystyle x.(y+z)=xy+xz}   | {\displaystyle x+yz=(x+y).(x+z)} |
| {\displaystyle (x+y)'=x'.y'}    | {\displaystyle (x.y)'=x'+y'}     |
| {\displaystyle x+xy=x}          | {\displaystyle x(x+y)=x}         |

## دیاگرام ون
به کمک دیاگرام ون می‌توان رابطه بین متغیرهای یک عبارت بولی را نمایش داد. دیاگرام ون از یک مستطیل تشکیل شده که در داخل آن به‌ازای هر متغیر، یک دایره وجود دارد. تمام نقاط داخل دایره مربوط به یک متغیر است و تمام نقاط خارج از دایره مربوط به مکمل آن متغیر است. در این نمودار، ضرب به صورت اشتراک دایره‌ها و جمع به صورت اجتماع دایره‌ها نمایش داده می‌شود.

## جدول درستی
جدول درستی که یک جدول ریاضیاتی می‌باشد و از آن در منطق سود برده شده و برای محاسبه مقادیری که به صورت منطقی بیان شده‌اند، استفاده می‌شود.
تعریف جبر بول: پیدا کردن ساده‌ترین فرم منطقی توابع که به کمترین تعداد گیت و سیم نیاز داشته باشد. تعریف اصولی جبر بول: یک مجموعه مانند B در حالتی که نا مساوی با مجموعه تهی باشد و با دو عمل دو تایی ضرب و جمع و یک عمل یکتایی پریم و دو عضو صفر و یک را یک جبر بول می‌گوییم.